# 無施肥無農薬栽培
無施肥無農薬栽培（むせひむのうやくさいばい）とは、肥料や農薬を用いず、土本来の力を引き出す栽培法・農法。

## 概要
無施肥無農薬栽培では肥料や堆肥、農薬を用いず、残渣も極力取り除く。土の湿気を保つなどの目的で藁を敷くなどの工夫はするが、この場合でも藁は腐る前に回収する。継続的に行うことで、肥料・農薬で汚染されていた土本来の性能を蘇らせるとされている。2020年現在、無施肥無農薬栽培調査研究会による研究が行なわれている。

## 継続性
無施肥無農薬栽培では、他の農法から転換する事がほとんどであるため、以前の農法における肥料や農薬をどれだけ排除出来るかが重要視される。そのため開始してから何年続けていたかが、個々の農場におけるステータスの１つとなる。無施肥無農薬栽培調査研究会では、３年目まで、４年めから１０年目、１１年目以降と３段階にランク付けを行っている。
肥料や農薬を用いた場合、何年も安定した収量を得るには継続して肥料・農薬を用いなければならないが、無施肥無農薬栽培においてはその必要はないとされる。肥料・農薬を用いた農法に比べて収量が落ちることがほとんどであるが、続けるうちにある程度V字回復し、収量は一定レベルで安定してくるため、肥料・農薬にかかるコストを抑えられることが知られている。

## 作業効率
無施肥無農薬栽培では肥料や農薬を用いないため、雑草や虫は比較的減少する。特に長年継続した農場では、雑草は生えても微々たるものである。しかし無施肥無農薬栽培に転換直後は雑草が非常に生え、それら全てを機械または手作業といった薬剤を用いない方法で除去する必要がある。